# درگیری مرزی ۲۰۲۵ کامبوج و تایلند
پس از یک درگیری کوتاه در مرز کامبوج و تایلند در ۲۸ مهٔ ۲۰۲۵، اختلافات ارضی بین دو کشور دوباره شعله‌ور شد و به وخامت روابط و در نهایت به یک درگیری مسلحانه مستقیم منجر شد که از ۲۴ ژوئیهٔ ۲۰۲۵ آغاز شد. از آن زمان و تا ۲۶ ژوئیه، حداقل ۳۸ نفر در این درگیری‌ها کشته و تا ۲۰۰٬۰۰۰ نفر آواره شده‌اند.
اختلافات بین کامبوج و تایلند بر سر مرزشان ریشه در ابهاماتی دارد که به معاهدات امضا شده بین سیام (تایلند امروزی) و فرانسه برمی‌گردد. پس از استقلال کامبوج، معبد مورد مناقشه پریه ویهر در سال ۱۹۶۲ توسط دیوان بین‌المللی دادگستری به کامبوج واگذار شد، اما این معبد و سایر مناطق مرزی مورد مناقشه همچنان مورد مناقشه باقی ماندند. احساسات ملی‌گرایانه در هر دو کشور تنش‌ها را تشدید کرده است. بین سال‌های ۲۰۰۸ تا ۲۰۱۱، درگیری‌های بین این دو کشور منجر به تلفاتی از هر دو طرف شد تا اینکه دیوان بین‌المللی دادگستری حکم سال ۱۹۶۲ خود را مجدداً تأیید کرد.
تنش‌ها بر سر منطقه مرزی در اوایل سال ۲۰۲۵ افزایش یافت. در ۱۳ فوریه، سربازان تایلندی مانع از خواندن سرود ملی کامبوج توسط گردشگران کامبوجی در معبد مورد مناقشه پراسات تا موئن توم شدند و این امر تنش بیشتری ایجاد کرد. در ۲۸ مه، سربازان کامبوجی و تایلندی برای مدت کوتاهی بین یکدیگر آتش گشودند که منجر به مرگ یک سرباز کامبوجی شد. هر دو کشور یکدیگر را به تحریک این درگیری متهم کردند.
نخست‌وزیر کامبوج، هون مانت، در واکنش به این حادثه، برنامه‌هایی را برای درخواست حکم از دیوان بین‌المللی دادگستری آغاز کرد و گفت که نمی‌خواهد شاهد درگیری با تایلند باشد. فامتام وچایاچای، نخست‌وزیر موقت تایلند، گفت که هیچ‌یک از طرفین نمی‌خواهند درگیری را تشدید کنند و این درگیری حل شده است. مذاکراتی بین ارتش کامبوج و تایلند در ۲۹ مه برگزار شد.
در ۲۳ ژوئیه، یک سرباز تایلندی در منطقه نام یوئن در اوبون راتچاتانی روی مین زمینی رفت و در نتیجه یک پایش را از دست داد. روز بعد، ۲۴ ژوئیه، درگیری مسلحانه بین دو کشور آغاز شد و تایلند و کامبوج گزارش دادند که در دفاع از خود عمل کرده‌اند. متعاقباً جت‌های جنگنده اف-۱۶ تایلند برای حمله به اهداف نظامی کامبوج در امتداد مرز مستقر شدند.

## پیشینه

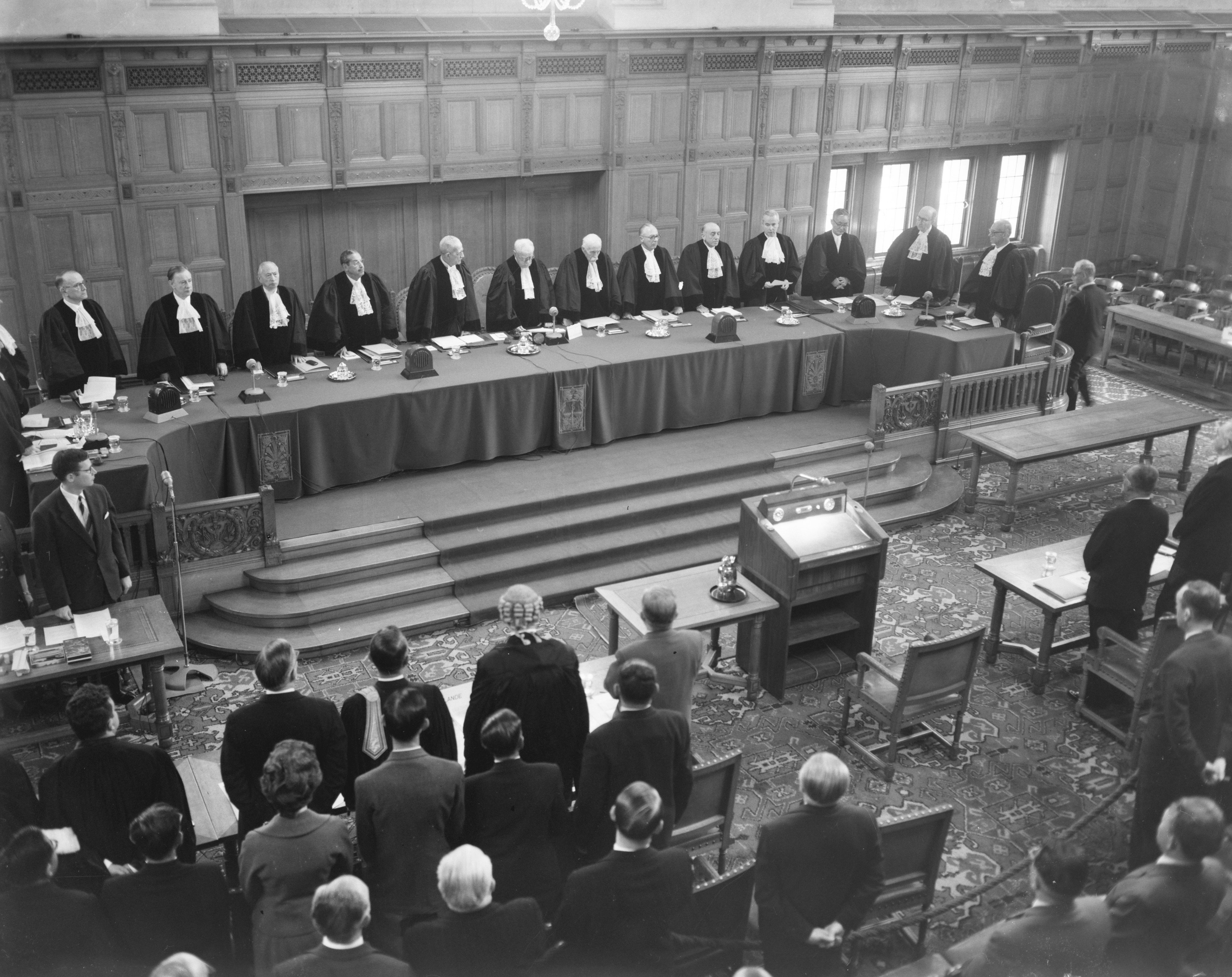
پرونده معبد پریه ویهر در حال رسیدگی در دیوان بین‌المللی دادگستری در سال ۱۹۶۱

اختلاف مرزی بین کامبوج و تایلند ریشه در ابهام خط مرزی ناشی از پیمان فرانکو-سیام در سال ۱۹۰۴ دارد که مرزهای مشخصی را بین پادشاهی سیام (تایلند امروزی) و هندوچین فرانسه (کامبوج، لائوس و ویتنام امروزی) تعیین کرد. با این حال، پس از استقلال کامبوج، دیوان بین‌المللی دادگستری در سال ۱۹۶۲ حکم داد که معبد پره ویهر تحت حاکمیت کامبوج است. با وجود این، منطقه اطراف همچنان مورد اختلاف بود و منجر به تنش‌های مداوم شد - به ویژه در دوره ۲۰۰۸ تا ۲۰۱۱، زمانی که درگیری‌های نظامی منجر به تلفاتی از هر دو طرف شد. احساسات ملی‌گرایانه در هر دو کشور نقش کلیدی در تشدید درگیری داشت. بین سال‌های ۲۰۰۸ تا ۲۰۱۱، درگیری‌های مکرر باعث جراحات و تلفات از هر دو طرف شد تا اینکه دیوان بین‌المللی دادگستری حکم سال ۱۹۶۲ خود را مجدداً تأیید کرد.
تنش‌ها در مرز در اوایل سال ۲۰۲۵ دوباره تشدید شد. در ۱۳ فوریه، سربازان تایلندی مانع از خواندن سرود ملی کامبوج توسط گردشگران کامبوجی در پراسات تا موئن تام، یک مکان مورد مناقشه، شدند و این امر تنش‌ها را بیشتر شعله‌ور کرد. بعداً، در ۲۸ مه ۲۰۲۵، درگیری مسلحانه‌ای بین سربازان کامبوجی و تایلندی در مثلث زمرد (چونگ بوک)، منطقه مرزی مشترک بین تایلند، کامبوج و لائوس، رخ داد. این حادثه منجر به کشته شدن یک سرباز کامبوجی شد. هر دو کشور بیانیه‌هایی صادر کردند و یکدیگر را به آغاز خشونت متهم کردند و روابط دوجانبه را وارد مرحله دیگری از تنش‌های شدید کردند.
پس از درگیری در مثلث زمرد، نخست‌وزیر کامبوج، هون مانت، با اعلام آغاز رسیدگی به پرونده به دیوان بین‌المللی دادگستری، ضمن تأکید بر عدم تمایل به درگیری با تایلند، پاسخ داد. از طرف تایلند، وزیر دفاع، فامتام وچایاچای، اظهار داشت که هیچ‌یک از طرفین مایل به تشدید بیشتر اوضاع نیستند و تأیید کرد که این حادثه قبلاً حل و فصل شده است. در ۲۹ مه، جلسه‌ای بین ژنرال فانا خلائوپلوتوک، فرمانده کل ارتش سلطنتی تایلند، و ژنرال مائو سوفان، فرمانده کل ارتش سلطنتی کامبوج، برای هماهنگی تلاش‌ها برای کاهش تنش‌ها و جلوگیری از حوادث آینده برگزار شد.

## رویدادها

### زد و خورد (۲۸ مه)
در ۲۸ مه، سربازان کامبوجی و تایلندی درگیر یک درگیری کوتاه ۱۰ دقیقه‌ای شدند که منجر به کشته شدن یک سرباز کامبوجی، ستوان دوم سون رون، شد. این درگیری در امتداد مرز استان پره ویهر کامبوج و استان اوبون راتچاتانی تایلند رخ داد. هر دو کشور ادعا کردند که یکدیگر متجاوز بوده‌اند. مائو فالا، سخنگوی ارتش کامبوج، ادعا کرد که سربازان تایلندی اولین کسانی بودند که در یک خندق که مدتی مورد استفاده قرار گرفته بود، به سربازان کامبوجی آتش گشودند. در همین حال، وینتای سواره، سخنگوی ارتش تایلند، ادعا کرد که سربازان تایلندی قبل از اینکه کامبوجی‌ها آتش بگشایند، سعی کردند سربازان کامبوجی را متقاعد به عقب‌نشینی کنند.

### تلاش برای کاهش تنش و ادامه تنش‌ها
مذاکرات دوجانبه برای کاهش تنش در ۵ ژوئن برگزار شد، اما به نتیجه مشخصی نرسید. وزیر دفاع تایلند، فامتام وچایاچای، ادعا کرد که کامبوج پیشنهادات تایلند را رد کرده است و در ۷ ژوئن، تایلند حضور نظامی خود را در مرز تقویت خواهد کرد. در همان تاریخ، ارتش تایلند به‌طور جداگانه ادعا کرد که غیرنظامیان کامبوجی مرتباً به خاک تایلند حمله می‌کنند و «این تحریکات و افزایش نیروهای نظامی، نشان دهنده قصد آشکار برای استفاده از زور است.» در ۱۷ ژوئن، کامبوج اعلام کرد که واردات میوه و سریال‌های تلویزیونی از تایلند را ممنوع کرده است.

### نشت تماس تلفنی
در ۱۵ ژوئن ۲۰۲۵، نخست‌وزیر تایلند، پِتونگتارن شیناواترا، با خلیانگ هوت، معاون فرماندار پنوم پن، تماس گرفت تا از او برای ایفای نقش مترجم و واسطه در یک گفتگوی غیررسمی با هان سن درخواست کمک کند. این گفتگو خارج از پروتکل‌های رسمی دیپلماتیک برگزار شد و هیچ سابقه رسمی توسط هیچ‌یک از دولت‌ها ثبت نشد و قرار بود به عنوان یک تبادل نظر خصوصی بین دو شخصیت ارشد سیاسی باشد. با این حال، طبق گزارش‌ها، پِتونگتارن از اینکه هان سن کل مکالمه تلفنی را با استفاده از دستگاه تلفن همراه خود ضبط کرده بود، بی‌اطلاع بود. در ۱۸ ژوئن ۲۰۲۵، هان سن به‌طور یکجانبه کلیپ صوتی را بدون اطلاع قبلی به دولت تایلند، به‌طور عمومی منتشر کرد که موجی از واکنش‌های سیاسی را هم در داخل تایلند و هم در عرصه منطقه‌ای گسترده‌تر به راه انداخت.
تأثیر نشت فایل صوتی بلافاصله در بخش اقتصادی تایلند، به ویژه در بازارهای سرمایه، مشهود بود. شاخص بورس تایلند پس از انتشار این کلیپ، طی سه روز معاملاتی متوالی به شدت کاهش یافت که نشان دهنده اضطراب سرمایه‌گذاران نسبت به ثبات سیاسی دولت تایلند بود. افت تجمعی -۴٫۱۷ درصدی در شاخص معیار، نشان‌دهنده از دست رفتن اعتماد بازار در بین سرمایه‌گذاران داخلی و خارجی نسبت به قدرت و انسجام رهبری سیاسی تایلند بود. تنش‌ها زمانی تشدید شد که حزب بهومجایتای، یکی از شرکای اصلی ائتلاف، در ساعت ۸:۳۰ بعد از ظهر در ۱۸ ژوئن ۲۰۲۵، خروج رسمی خود از ائتلاف حاکم را اعلام کرد. این تحول سیاسی باعث شد که دولت پائتونگتارن اکثریت پارلمانی خود را از دست بدهد و بحران رهبری ایجاد کند و در مورد توانایی دولت برای ماندن در قدرت تردید ایجاد کند. اعتماد عمومی و سرمایه‌گذاران به مسیر سیاسی کشور به‌طور قابل توجهی متزلزل شد.
از دیدگاه محققان و کارشناسان روابط بین‌الملل، کلیپ صوتی فاش‌شده به‌طور گسترده به‌عنوان لحظه‌ای محوری در نظر گرفته شده است که ساختار شکننده و پیچیده قدرت اجرایی در تایلند را آشکار کرد. پاوین چاچاوالپونگپون، یک استاد برجسته دانشگاهی متخصص در روابط خارجی تایلند، از طریق پلتفرم‌های آنلاین اظهار داشت که گفتگوی بی‌محابای پاتونگتارن با هون سن، نوعی «تسلیم» در برابر یک رهبر خارجی را نشان می‌دهد. او استدلال کرد که رفتار او نشان‌دهنده فقدان تجربه دیپلماتیک است و خطراتی را برای درک جایگاه حاکمیتی تایلند ایجاد می‌کند. همزمان، بخش‌هایی از مردم تایلند شروع به زیر سؤال بردن درستی رابطه دیرینه بین خانواده شیناواترا و خانواده هون کردند - اتحادی که برخی از ناظران معتقدند بر موضع سیاست خارجی تایلند در قبال همسایه شرقی خود تأثیر گذاشته است.
یکی از بحث‌برانگیزترین بخش‌های مکالمه فاش‌شده، توصیف پائتونگتارن از نیروهای مسلح سلطنتی تایلند به عنوان «جناح رقیب» دولتش بود. او به هون سن گفت که دولتش با مشکلات مداومی با ارتش روبرو است و اظهار داشت: «همه آنها از جناح مخالف هستند»، جمله‌ای که به‌طور گسترده به عنوان اشاره به افسران ارشد نظامی، به ویژه سپهبد بونسین پادکلانگ، فرمانده منطقه دوم ارتش، تفسیر شد. اگرچه پائتونگتارن بعداً عذرخواهی رسمی از بونسین کرد و توضیح داد که این مکالمه خارج از ساعات کاری رسمی رخ داده و قصد تضعیف هیچ نهادی را نداشته است، اما انتقادات عمومی همچنان شدید بود. سوالاتی در مورد قضاوت او، احتیاط دیپلماتیک او و پیامدهای گسترده‌تر ایجاد روابط شخصی با رهبران خارجی به روش‌هایی که ممکن است منافع ملی بلندمدت تایلند را به خطر بیندازد، همچنان مطرح بود.

### بسته شدن ایست‌های بازرسی مرزی
استان ترات پس از آنکه وزارت دفاع پس از جلسه شورای امنیت ملی که در ۷ ژوئن ۲۰۲۵ برگزار شد، اختیار مناطق مرزی را به ارتش سلطنتی تایلند واگذار کرد، تحت چارچوب گسترده‌تر اصلاحات مدیریت مرزی قرار گرفت. این پیشنهاد توسط پائتونگتارن مطرح شد. تحت این دستور، ارتش به واحدهای میدانی مربوطه خود دستور داد تا کنترل‌های مرزی را به شدت اجرا کنند، از جمله تنظیم زمان باز و بسته شدن ایست‌های بازرسی در امتداد مرز کامبوج. اگرچه هیچ تعطیلی رسمی فوری وجود نداشت، اما این هیئت به فرماندهان منطقه‌ای اجازه داد تا بر اساس شرایط محلی به صلاحدید خود عمل کنند.
یک گزارش تأیید نشده در تاریخ ۲۰ ژوئن ۲۰۲۵ بیان کرد که وزارت امور خارجه تایلند در اقدامی تلافی‌جویانه، سفیر خود را فراخوانده و روابط دیپلماتیک با کامبوج را به سطح کاردار کاهش داده است. با این حال، یک گزارش تأیید نشده جداگانه توسط همان ناشر بعداً اظهار داشت که وزارت امور خارجه تصریح کرد که فقط سفیر تایلند را برای «ارزیابی» وضعیت فراخوانده است. تاکنون، روابط دیپلماتیک بین دو کشور رسماً کاهش نیافته است.
عصر روز ۲۱ ژوئن ۲۰۲۵، بونسین با استفاده از اختیارات اعطا شده از طریق دستورالعمل‌های شورای امنیت ملی و ارتش، با استناد به امنیت ملی، ایمنی جان و مال و مناسب بودن عملیات برای افسران مرزی، با اعمال اختیار خود، تعطیلی نامحدود پاسگاه امداد تجاری چونگ سای تاکو در منطقه بان کروات، استان بوری رام را تصویب کرد. این اولین اقدام سختگیرانه از زمان تفویض اختیار مرکزی بود و به نقطه عطفی کلیدی در تلافی‌جویی مبتنی بر سیاست بین تایلند و کامبوج در سطح محلی تبدیل شد.
در نتیجه بسته شدن ایست بازرسی، کامبوج صبح روز بعد پاسخی صادر کرد. ساعت ۷:۰۰ بامداد روز ۲۲ ژوئن ۲۰۲۵، هون مانت از طریق صفحه فیسبوک خود تصمیم دولت کامبوج برای بستن ایست بازرسی بان جوپ کوکی، واقع در منطقه بانتی آمپیل، استان اودار مینچی، درست روبروی ایست بازرسی چونگ سای تاکو تایلند را اعلام کرد. علاوه بر این، کامبوج دستور بستن ایست بازرسی دیگری به نام چونگ چوم، در منطقه آنلونگ ونگ، اودار مینچی، که روبروی ایست بازرسی مرزی دائمی چونگ سا-نگام تایلند در منطقه فو سینگ، استان سیساکت است را صادر کرد. هون مانت علاوه بر اعلام تعطیلی این ایست‌ها، در فیسبوک خود اظهار داشت: «از نیمه‌شب امشب، تمام واردات سوخت و گاز از تایلند متوقف خواهد شد.»

در ۲۳ ژوئن ۲۰۲۵، ساعت ۱۵:۲۰، پائتونگتارن پس از جلسه‌ای برای رسیدگی به جرایم فراملی، بیانیه‌ای ایراد کرد. او توسط ژنرال سونگویت نونپاکدی، رئیس نیروهای دفاعی، ژنرال تاتچای پیتانیلوبوت، بازرس کل پلیس سلطنتی تایلند و سایر سازمان‌های مربوطه همراهی می‌شد. دولت قصد داشت همکاری بین‌المللی خود را در مقابله با جرایم فراملی افزایش دهد و طبق گزارش‌های سازمان ملل، کامبوج به عنوان منبع چنین جرایمی که بر جامعه جهانی تأثیر می‌گذارد، کانون اصلی این موضوع است. تایلند این موضوع را یک تهدید امنیتی دانست و اقدامات متقابل را در تمام سازمان‌های ملی، از جمله کنترل شدید مرزها در هر هفت استان هم‌مرز با کامبوج، و افزایش نظارت بر پروازها به فرودگاه بین‌المللی سیم ریپ-آنگکور، افزایش داد. این اقدام بر شرکت هواپیمایی امارات تأثیر گذاشت که اخیراً مسیر خود را به فرودگاه سووارنابومی در ۳ ژوئن راه‌اندازی کرده بود
دولت همچنین شروع به بررسی مسیرهای مالی و اجرای اقدامات سختگیرانه علیه جرایم فراملی، در کنار اقدامات امدادی برای مشاغل آسیب دیده در بخش‌های صنعتی، خدماتی و کشاورزی کرد.
تایلند متعاقباً تمام پاسگاه‌های مرزی در امتداد مرز کامبوج و تایلند را تحت اختیار نظامی اعطا شده توسط شورای امنیت ملی بست. در ساعت ۱۹:۱۰، منطقه اول ارتش دستوری صادر کرد که بر تمام پاسگاه‌های استان سا کائو تأثیر گذاشت و تردد مرزی همه وسایل نقلیه و افراد را به جز موارد بشردوستانه (آموزش، مراقبت‌های پزشکی فوری) به حالت تعلیق درآورد. بعداً، منطقه دوم ارتش دستورات مشابهی را برای سورین، سیساکت و بوریرام صادر کرد و همان ممنوعیت‌ها را حفظ کرد اما اجازه عبور کالاهای کشاورزی و مصرفی ضروری را داد. در نهایت، فرماندهی دفاع مرزی چانتابوری و ترات دستوری را صادر کرد که چانتابوری و ترات را پوشش می‌داد و همان استثنائات بشردوستانه و تجارت محدود را اعمال می‌کرد.
هر سه دستور نظامی به نگرانی‌های امنیت ملی و لزوم تشدید مبارزه با جرایم فراملی، به ویژه جرایم مربوط به قاچاق انسان، باندهای مراکز تماس و کلاهبرداری‌های ترکیبی، به منظور محافظت از جان، مال، حاکمیت و تمامیت ارضی تایلند اشاره کردند.
هفته‌های بعد با حوادث مرزی بیشتر و وخامت مداوم روابط مشخص شد:
- ۲۴ ژوئن ۲۰۲۵: کمیسیون ملی مبارزه با فساد تحقیقات مقدماتی را علیه نخست‌وزیر پاتونگتارن شیناواترا در رابطه با نقض جدی اصول اخلاقی ناشی از گفتگوی جنجالی با رئیس سنای کامبوج، هون سن، در مورد اختلاف مرزی تایلند و کامبوج آغاز کرد.[۳۵]
- ۲۶ ژوئن ۲۰۲۵: نیروی دریایی سلطنتی تایلند ادعا کرد که اوایل هفته جاری با استفاده از اقدامات ضد پهپادی، ۴ پهپاد ناشناس را در مرز استان چانتابوری سرنگون کرده است.[۳۶]
- ۴ ژوئیه ۲۰۲۵: درگیری لفظی بین گروهی از سربازان مسلح کامبوجی و تهان پران مسلح در منطقه مورد مناقشه در استان سی ساکت رخ داد و هر دو طرف بدون خشونت عقب‌نشینی کردند.[۳۷][۳۸]
- ۱۳ ژوئیه ۲۰۲۵: حادثه‌ای در تا موئن تام در استان سورین رخ داد که در آن یک گردشگر تایلندی با مشت زدن به یک سرباز کامبوجی و سپس فرار به او حمله کرد. عامل این حادثه بعداً توسط مقامات تایلندی شناسایی و دستگیر شد.[۳۹]

### حادثه مین زمینی (۱۶ تا ۲۳ ژوئیه)
سه سرباز ارتش سلطنتی تایلند هنگام گشت‌زنی در منطقه مثلث زمرد، به‌طور تصادفی روی یک مین زمینی پا گذاشتند و مجروح شدند. در ابتدا گمان می‌رفت که این مین از دوران جنگ سرد باقی مانده باشد، اما شواهد بعدی نشان داد که آنها مین‌های جدیدتر پی‌ام‌ان-۲ روسی هستند. یکی از مجروحان یکی از پاهای خود را از دست داد.
تایلند قصد دارد این موضوع را به سازمان ملل متحد ارجاع دهد، زیرا کامبوج یکی از امضاکنندگان پیمان اتاوا است.
هنگ راتانا، نماینده مرکز مین‌زدایی کامبوج، در یک پست فیسبوکی ادعا کرد که «در مورد مین‌های زمینی جدیدی که اخیراً در تایلند کار گذاشته شده‌اند، تعدادی از رسانه‌های اجتماعی در تایلند نشان داده‌اند که نیروهای مسلح آنها این کار را انجام داده‌اند…» و در عوض، موضوع را به دیوان بین‌المللی دادگستری ارجاع داد. ارتش سلطنتی تایلند کامبوج را به انتشار اطلاعات نادرست متهم کرد و گفت که فیلم‌های ارائه شده توسط منابع کامبوجی، مربوط به خنثی کردن مین توسط سربازان تایلندی است.
پس از عملیات مین‌روبی توسط ارتش سلطنتی تایلند، حداقل ۲ مین پی‌ام‌ان-۲ دیگر در نزدیکی محل اصلی انفجار کشف شد. این مین‌ها در شرایط «نو و آماده برای استقرار» توصیف شدند. علاوه بر این، ارتش سلطنتی تایلند این اقدام را به عنوان «نقض آشکار حاکمیت تایلند» محکوم کرده و از سایر کشورها خواسته است که کامبوج را محکوم کنند.
در ۲۳ ژوئیه ۲۰۲۵، یک گروه گشت تایلندی دیگر متشکل از ۵ سرباز بر اثر انفجار یک مین کامبوجی مجروح شدند که یکی از آنها به شدت پای راست خود را از دست داد. این حادثه در منطقه نام یوئن، استان اوبون راتچاتانی رخ داد. در پاسخ، ارتش سلطنتی تایلند پیامی را منتشر کرد که در آن «عمل غیرانسانی که نقض حقوق بشر و توافق‌نامه‌های بین‌المللی است» را به شدت محکوم کرده و آن را «عملی که تهدیدی برای صلح و ثبات در منطقه مرزی است» توصیف کرد.
ارتش سلطنتی تایلند متعاقباً اعلام کرد که ۴ پاسگاه مرزی و ۲ قلعه (تا موئن تام و تا کرابی) را به‌طور نامحدود خواهد بست و نیروهای خود را در منطقه به حالت آماده‌باش رزمی درآورده است.
بعداً در ۲۳ ژوئیه ۲۰۲۵، تایلند روابط دیپلماتیک خود را با کامبوج کاهش داد. تایلند سفیر خود را از پنوم پن فراخواند و فرستاده کامبوج را از بانکوک اخراج کرد.

### درگیری نظامی (۲۴ ژوئیه ۲۰۲۵)
صبح روز ۲۴ ژوئیه ۲۰۲۵، سربازان تایلندی گزارش دادند که پهپادهای کامبوجی در اطراف منطقه مقابل پراسات تا موئن توم در حال پرواز بودند و ۶ سرباز مسلح کامبوجی را مشاهده کردند که به سیم خاردار جلوی پایگاه تایلند نزدیک می‌شدند. گزارش‌ها حاکی از آن بود که نیروهای کامبوجی تقریباً در ۲۰۰ متری شرق معبد تا موئن توم به سمت نیروهای تایلندی آتش گشودند. ارتش سلطنتی تایلند این گزارش‌ها را تأیید کرده است.
در همان روز، کامبوج گزارش داد که ارتش تایلند حمله مسلحانه‌ای را علیه نیروهای کامبوجی آغاز کرده و دسترسی عمومی به معبد تا موئن توم را به زور مسدود کرده است. به گفته سخنگوی وزارت دفاع ملی، «نیروهای کامبوج کاملاً در چارچوب دفاع از خود عمل کردند و به تجاوز بی‌دلیل نیروهای تایلندی که تمامیت ارضی ما را نقض کرده بود، پاسخ دادند.»
ساعت ۹:۴۰ صبح، ارتش تایلند ادعا کرد که کامبوج یک موشک‌انداز چندگانه خودکششی بی‌ام-۲۱ را به سمت پراسات دون توان، در نزدیکی یک منطقه مسکونی، شلیک کرده است.
ساعت ۹:۵۰ صبح، تایلند ادعا کرد که نیروهای کامبوجی سعی در دسترسی به قلمرو تایلند در نزدیکی معبد تا کوای داشته‌اند و آنها با آتش توپخانه به این حمله پاسخ داده‌اند.
ساعت ۱۰:۵۸ صبح، ۶ فروند اف-۱۶ نیروی هوایی سلطنتی تایلند مواضع کامبوج را در چونگ آن ما، اوبون راتچاتانی بمباران کردند و همچنین ادعا کردند که پایگاه‌های نظامی کامبوج نابود شده‌اند.
سفارت سلطنتی تایلند در پنوم پن از شهروندان تایلندی ساکن کامبوج درخواست کرده است که فوراً آنجا را ترک کنند.
یک پمپ بنزین در استان سی ساکت توسط یک موشک گراد بی‌ام-۲۱ کامبوجی مورد اصابت قرار گرفت که منجر به تلفات «زیادی» غیرنظامی، از جمله حداقل هشت کشته، شد که یکی از آنها یک پسر بچه ۸ ساله بود.
ساعت ۱۱:۵۴ صبح، سربازان کامبوجی به بیمارستان پنوم دونگراک حمله کردند که منجر به زخمی شدن برخی و تخلیه بیمارستان شد.
در ساعت ۱۴:۴۱، ارتش سلطنتی تایلند ادعا کرد که با موفقیت ۲ تانک کامبوجی را در خائو ساتاسوم منهدم کرده است.
ساعت ۱۵:۰۰، ارتش تایلند در پاسخ به درگیری‌های مداوم با نیروهای مهاجم کامبوج در امتداد مرز، حمله‌ای زمینی و هوایی را با نام رمز «عملیات یوتا بودین» آغاز کرد. این حمله توسط ژنرال پانا کلاوبلادوک رهبری می‌شود.
عصر همان روز، هون سن ادعا کرد که کامبوج «چاره‌ای جز مقابله به مثل» با تایلند ندارد. هون سن ادعا کرد که از طریق ارتباط ویدیویی در فرماندهی نظامی شرکت داشته است. سن اظهار داشت که برخلاف گزارش رسانه‌های تایلندی، به خارج از کشور سفر نکرده است و ارتش تایلند را به خاطر تشدید اوضاع سرزنش کرد و ادعا کرد که تایلندی‌ها قصد دارند ورودی معبد تا موئن توم را ببندند.
نیروی هوایی سلطنتی تایلند اقدامات کامبوج در استفاده از سلاح برای حمله به غیرنظامیان را محکوم کرد و «آماده دفاع از مردم و حاکمیت در برابر نقض حقوق بشر است»
در همان شب، اداره استانی استان اودار مینچی در کامبوج اعلام کرد که ۵۰۰۰ شهروند از منطقه درگیری مرزی تخلیه شده‌اند.
نیروی هوایی سلطنتی تایلند ادعا کرد که حداقل دو حمله هوایی علیه مواضع کامبوج انجام داده است که یکی از آنها توسط فیلم تأیید شده است.

## مذاکرات
در ۲ ژوئن، مانت اعلام کرد که دولت کامبوج شکایتی را به دیوان بین‌المللی دادگستری ارائه خواهد کرد و ابراز امیدواری کرد که تایلند با ارجاع موضوع به دیوان بین‌المللی دادگستری و جلوگیری از هرگونه درگیری مسلحانه موافقت کند. با این حال، تایلند صلاحیت دیوان بین‌المللی دادگستری را به رسمیت نمی‌شناسد. فامتام در عوض گفته است که هرگونه مسئله‌ای باید از طریق مذاکرات دوجانبه حل شود.
در ۲۴ ژوئیه، پس از وقوع درگیری مسلحانه، هون مانه نامه خود را به رئیس شورای امنیت سازمان ملل متحد ارسال کرد و خواستار تشکیل جلسه فوری شورای امنیت برای جلوگیری از «تجاوز تایلند علیه حاکمیت کامبوج» شد.